# وویتسیخووکا (استان اشوی‌داشکسیه)
وویتسیخووکا (به لهستانی: Wojciechówka) یک منطقهٔ مسکونی در لهستان است که در گمینا اوژاروو واقع شده‌است.